# Резолюция Совета Безопасности ООН 1069
Резолюция Совета Безопасности Организации Объединённых Наций 1069 (код — S/RES/1069), принятая 30 июля 1996 года, сославшись на предыдущие резолюции по Хорватии, включая резолюцию 1037 (1996), которая учредила Временный орган ООН для Восточной Славонии, Бараньи и Западного Срема (ВАООНВС), и резолюцию 1043 (1996), санкционирующую развертывание военных наблюдателей, Совет Безопасности ООН продлил срок пребывания 100 военных наблюдателей в составе ВАООНВС ещё на шесть месяцев до 15 января 1997 года.